# Stade Anouvong
 (août 2024).
Si vous disposez d'ouvrages ou d'articles de référence ou si vous connaissez des sites web de qualité traitant du thème abordé ici, merci de compléter l'article en donnant les références utiles à sa vérifiabilité et en les liant à la section « Notes et références ».
Le stade Anouvong (en lao : ສະ ໜາມ ກິລາເຈົ້າອານຸວົງ) est un stade multisports situé au centre de Vientiane, capitale du Laos.
Il tire son nom du roi Anouvong (1767-1835), le dernier roi de Vientiane, qui possède également une statue à l'entrée.

## Histoire
Le stade Anouvong comporte un terrain de football entouré d'installations d'athlétisme. Il n'y a qu'une seule tribune couverte. Les locaux du comité national olympique laotien se trouvent dans l'enceinte du stade. Le Budo Center de Vientiane se trouve à proximité, ainsi que le Musée national du Laos. Un stade beaucoup plus grand et plus récent, le nouveau stade national, se trouve au nord de la ville.
Le stade Anouvong a accueilli une partie des compétitions des Jeux d'Asie du Sud-Est de 2009.

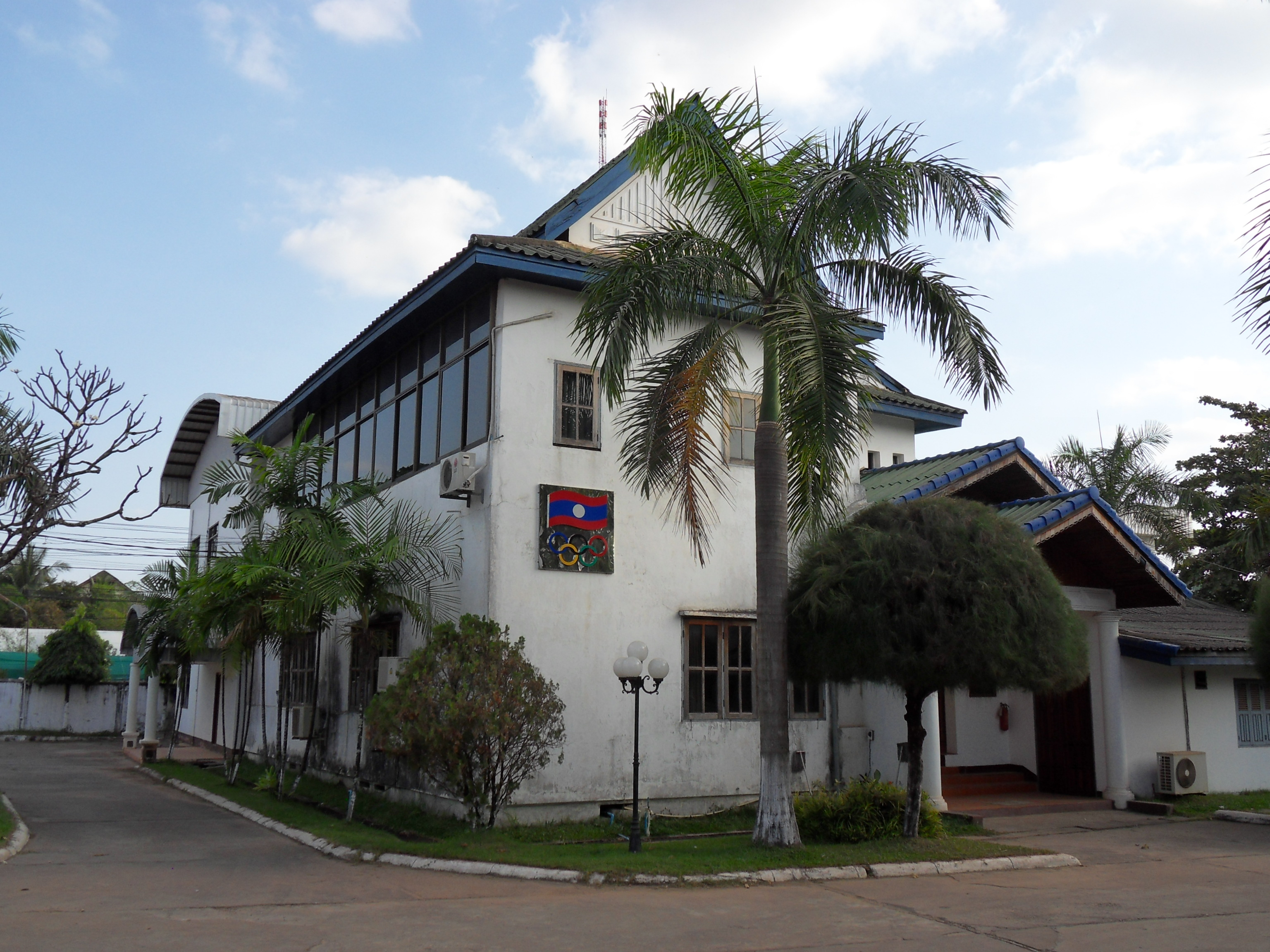
Les locaux du comité national olympique laotien se trouvent dans l'enceinte du stade Anouvong.